# Chapecó
Chapecó er en kommune i den sydlige delstat Santa Catarina, i Brasilien. Blandt indbyggerne kaldes kommunen chapecoense.